# Danh sách cuộc biểu tình tại Hồng Kông tháng 11 năm 2019
Dưới đây là danh sách các cuộc biểu tình chống dự luật dẫn độ trong tháng 11 năm 2019.

## Ngày 2 tháng 11
Một cuộc biểu tình chủ yếu là ôn hòa nhưng không có sự đồng ý của cảnh sát tại Công viên Victoria, sau đó cảnh sát đã nhanh chóng phản ứng bằng cách sử dụng hơi cay. Hơn 70 người bị thương vào cuối tuần, trong đó có một người đàn ông nhập viện trong tình trạng nguy kịch. Cuối ngày hôm đó, những người biểu tình đã cố gắng chặn các con đường lớn và phá hoại các doanh nghiệp thân Bắc Kinh, bao gồm các cơ sở của Tân Hoa Xã – cơ quan truyền thông nhà nước của Trung Quốc. Cảnh sát tiến hành lục soát điện thoại và phương tiện, người biểu tình và người dân đã mô tả Hồng Kông bây giờ là một "nhà nước cảnh sát".

## Ngày 3 tháng 11
Cảnh sát và người biểu tình tham gia vào các cuộc xung đột bạo lực bên trong Cityplaza và New Town Plaza sau khi một số người biểu tình bị cáo buộc phá hoại một số cửa hàng. Gần Cityplaza, một người Trung Quốc đại lục đã cắn đứt tai chính trị gia Triệu Gia Hiền và đã đánh đập ba người khác. Kẻ tấn công sau đó đã bị những người biểu tình phản đối.
Người biểu tình tụ tập xung quanh Sheung Tak Estate đêm khuya ngày 3 tháng 11, kích động cảnh sát đáp trả bằng hơi cay. Châu Tử Lạc (Alex Chow Tsz-lok), một sinh viên 22 tuổi tại Đại học Khoa học và Công nghệ Hồng Kông được tìm thấy trong tình trạng bất tỉnh trên tầng hai của bãi đậu xe Sheung Tak Estate, và được cho là đã rơi xuống từ tầng ba. Châu qua đời vào ngày 8 tháng 11, sau hai ca phẫu thuật não không thành công. Sau cái chết của Châu Tử Lạc, những người biểu tình tham gia các cuộc flashmob phản đối cảnh sát và tập hợp để cảnh giác ở các quận khác nhau ở Hồng Kông và cáo buộc cảnh sát cản trở các nhân viên y tế khi đang làm nhiệm vụ.

## Ngày 14 tháng 11
Một cụ ông đã chết vì chấn thương đầu trong cuộc đối đầu giữa người biểu tình bạo động và những người ủng hộ chính quyền địa phương ở Thượng Thủy, ông vốn là lao công và tình nguyện dọn dẹp đống gạch trên đường phố.

## Ngày 17 - 26 tháng 1: Hỗn loạn tạiĐại học Bách khoa Hồng Kông
Lực lượng Cảnh sát Hồng Kông trả lời báo chí rằng những người biểu tình đang sử dụng các trường đại học làm "nhà máy vũ khí" nơi họ đang triển khai nhiều vũ khí tấn công được cải tiến.
Vào ngày 17 tháng 11, cuộc đối đầu giữa người biểu tình và cảnh sát đã xảy ra gần Đại học Bách khoa Hồng Kông. Cảnh sát đã bắn hơi cay và bắn nước nhuộm màu xanh để giải tán người biểu tình, trong khi một cảnh sát làm truyền thông đã bị một mũi tên từ người biểu tình bắn trúng. Cảnh sát bao vây trường đại học này, tuyên bố vào ngày 17 tháng 11 rằng bất kỳ ai rời khỏi trường đại học sẽ bị bắt trừ khi các nhà báo. Trong số những người bị bắt trong khi rời đi có nhiều người y tá chữa trị tình nguyện. Sau khi cảnh sát đe dọa sẽ sử dụng đạn thật nếu người biểu tình không rời đi, vào ngày 18 tháng 11, chủ tịch của Đại học Bách khoa Hồng Kông nói rằng cảnh sát đã đồng ý ngừng sử dụng vũ lực, vì ông kêu gọi người biểu tình rời khỏi trong hòa bình và đầu hàng. Tuy nhiên, những người biểu tình cố gắng rời khỏi trường ngày hôm đó đã dính phải hơi cay và đạn cao su từ cảnh sát, khiến họ phải quay trở lại trường đại học.
Ngày 18 tháng 11, đã có nhiều nỗ lực của người biểu tình rời khỏi trường đại học PolyU. Ít nhất ba lần cảnh sát đã ngăn người biểu tình trốn thoát bằng cách bắn hơi cay và vòi rồng; và trong một lần, đạn cao su đã được sử dụng. Một số người biểu tình đã bị bắt khi cố gắng trốn thoát, những người khác đã đầu hàng cảnh sát. Với việc PolyU bị cảnh sát khóa chặt hoàn toàn, những người biểu tình đóng quân bên trong đã bị mắc kẹt và dần dần cạn kiệt nguồn cung cấp. Những người biểu tình ở bên ngoài đã cố gắng tấn công các dòng người của cảnh sát ở các khu vực gần khuôn viên trường để giải cứu sinh viên. Vào ngày 17 tháng 11, các nhà chức trách của Đại học Bách khoa Hồng Kông đã đưa ra một tuyên bố rằng những người biểu tình đã phá phòng thí nghiệm của trường và lấy đi các hóa chất nguy hiểm. Kể từ đó, các mối lo ngại về an toàn công cộng gia tăng khi các Đại học Trung Quốc, Đại học Bách khoa và Đại học Thành phố đều báo cáo với cảnh sát rằng một số hóa chất độc hại, ăn mòn hoặc dễ cháy và chết người đã bị lấy đi từ phòng thí nghiệm của các trường này.
Đến ngày 26 tháng 11, chỉ còn một người cố thủ bên trong trường Đại học Bách khoa Hồng Kông (PolyU). Trước đó, hơn 1.000 người ở PolyU tự tìm cách ra khỏi khu học xá hoặc bị cảnh sát bắt khi tìm cách thoát ra ngoài.